# Список банків Ліхтенштейну
Нижче наведено список із 16 банків, які діють на території князівства Ліхтенштейн
| Назва                            | Вебсайт                                                               | Ідентифікаційний код за SWIFT |
| -------------------------------- | --------------------------------------------------------------------- | ----------------------------- |
| Bank Alpinum                     | www.bankalpinum.com [Архівовано 3 жовтня 2011 у Wayback Machine.]     | SWIFT: N/A                    |
| Bank Frick                       | www.bankfrick.li                                                      | BFRILI22                      |
| Bank von Ernst                   | www.bank-von-ernst.li                                                 | EFGBLI22                      |
| Bank Vontobel                    | www.vontobel.com [Архівовано 8 грудня 2020 у Wayback Machine.]        | SWIFT: N/A                    |
| Banque Pasche                    | www.banque-pasche-group.com                                           | SFBALI22                      |
| Centrum Bank                     | www.centrumbank.com                                                   | CBKVLI2                       |
| Hypo Group Alpe Adria            | www.hypo-alpe-adria.li [Архівовано 19 червня 2014 у Wayback Machine.] | HAABLI22                      |
| Hypo Investment Bank             | www.hypo.li [Архівовано 21 вересня 2013 у Wayback Machine.]           | HYIBLI22                      |
| Kaiser Ritter Partner Privatbank | www.kaiserpartner.com [Архівовано 30 березня 2013 у Wayback Machine.] | SERBLI22                      |
| LGT Bank                         | www.lgt.com [Архівовано 11 серпня 2021 у Wayback Machine.]            | BLFLLI2                       |
| Liechtensteinische Landesbank    | www.llb.li                                                            | LILALI2                       |
| Neue Bank                        | www.neuebankag.li [Архівовано 1 квітня 2013 у Wayback Machine.]       | NBANLI22                      |
| Raiffeisen Bank                  | www.raiffeisen.li [Архівовано 31 березня 2013 у Wayback Machine.]     | RAIBLI22                      |
| Verwaltungs- und Privat-Bank     | www.vpb.li [Архівовано 21 березня 2004 у Wayback Machine.]            | VPBVLI2                       |
| Volksbank                        | www.volksbank.li [Архівовано 16 квітня 2013 у Wayback Machine.]       | VOAGLI22                      |
| Lamda Privatbank                 | www.lamdabank.com                                                     | SWIFT: N/A                    |

Збір статистичних даних, інформації про діяльність банків, нагляд за дотриманням принципів проти відмивання грошей здійснюють Ліхтенштейнська банківська асоціація  [Архівовано 21 травня 2013 у Wayback Machine.] та Агентство фінансового ринку Ліхтенштейну  [Архівовано 8 квітня 2013 у Wayback Machine.].